# Atractus pauciscutatus
Atractus pauciscutatus е вид змия от семейство Смокообразни (Colubridae).

## Разпространение
Видът е разпространен в Перу.